# Доменіко Морфео
Доменіко Морфео (італ. Domenico Morfeo; нар. 16 січня 1976, Пешина) — італійський футболіст, що грав на позиції півзахисника.
Виступав за низку італійських клубних команд, а також молодіжну збірну Італії, у складі якої став чемпіоном Європи серед молодіжних команд 1996 року.
Чемпіон Італії.

## Клубна кар'єра
Народився 16 січня 1976 року в місті Пешина. Вихованець футбольної школи клубу «Аталанта». Дорослу футбольну кар'єру розпочав 1993 року в основній команді того ж клубу, в якій провів чотири сезони, взявши участь у 83 матчах чемпіонату.
1997 року за 8,5 мільярдів лір перейшов до «Фіорентини», де в дебютному сезоні провів у чемпіонаті 24 матчі, забивши 5 голів. Молодий півзахисник зацікавив керівництво «Мілана», до складу якого Доменіко приєднався на умовах оренди влітку 1998 року. У складі головної команди «россонері» виходив на поле лише епізодично, проте за результатами сезону 1998–99 здобув свій, як згодом з'ясується, єдиний титул чемпіона Італії.
Після повернення з Мілана у «Фіорентині» не затримався, першу половину сезону 1999—2000 провів в оренді у «Кальярі», а другу — у «Вероні», також на орендних умовах. Втім, до завершення контракту з «Фіорентиною» встиг відіграти за флорентійську команду ще 25 матчів у різних турнірах, а також пограти на умовах оренди за рідну «Аталанту» (у першій половині 2001 року).
Влітку 2002 року на правах вільного агента уклав контракт з «Інтернаціонале», в якому протягом сезону 2002-03 був здебільшого гравцем резерву. Тож наступний сезон Морфео розпочав вже у «Пармі», яка орендувала гравця. Рівень гри Доменіко задовольнив тренерів «Парми», і влітку 2004 клуб викупив його контракт в «Інтера». Відтоді відіграв за «Парму» ще чотири сезони.
Протягом 2008—2009 років захищав кольори клубів «Брешія» та «Кремонезе».
Завершив ігрову кар'єру у нижчоліговому напівпрофесійному «Сан-Бенедетто-деї-Марсі», за команду якого виступав протягом 2010—2011 років.

## Виступи за збірні
1991 року дебютував у складі юнацької збірної Італії, взяв участь у 13 іграх на юнацькому рівні (за команди різних вікових категорій), відзначившись 8 забитими голами.
Протягом 1995—1997 років залучався до складу молодіжної збірної Італії. На молодіжному рівні зіграв у 7 офіційних матчах, забив 1 гол. У складі «молодіжки» був учасником молодіжного Євро-1996. У фінальному матчі цього турніру проти однолітків з Іспанії реалізував вирішальний 11-метровий у серії післяматчевих пенальті, чим приніс своїй команді титул континентальних чемпіонів. Того ж 1996 року був учасником Олімпійських ігор в Атланті, де взяв участь у двох з трьох ігор італійців на груповому етапі, який «лазурові» подолати врешті-решт не змогли.

## Статистика виступів

### Статистика клубних виступів
| Сезон                  | Команда                   | Чемпіонат              | Чемпіонат | Чемпіонат | Кубки    | Кубки | Кубки | Континентальні кубки | Континентальні кубки | Континентальні кубки | Інші змагання | Інші змагання | Інші змагання | Усього | Усього |
| Сезон                  | Команда                   | Ліга                   | Ігор      | Голів     | Ліга     | Ігор  | Голів | Ліга                 | Ігор                 | Голів                | Ліга          | Ігор          | Голів         | Ігор   | Голів  |
| ---------------------- | ------------------------- | ---------------------- | --------- | --------- | -------- | ----- | ----- | -------------------- | -------------------- | -------------------- | ------------- | ------------- | ------------- | ------ | ------ |
| 1993–94                | «Аталанта»                | A                      | 9         | 3         | КІ       | 2     | 0     | -                    | -                    | -                    | -             | -             | -             | 11     | 3      |
| 1994–95                | «Аталанта»                | B                      | 18        | 3         | КІ       | 0     | 0     | АІК                  | 1                    | 0                    | -             | -             | -             | 19     | 3      |
| 1995–96                | «Аталанта»                | A                      | 30        | 11        | КІ       | 7     | 1     | -                    | -                    | -                    | -             | -             | -             | 37     | 12     |
| 1996–97                | «Аталанта»                | A                      | 26        | 5         | КІ       | 1     | 0     | -                    | -                    | -                    | -             | -             | -             | 27     | 5      |
| 1997–98                | «Фіорентина»              | A                      | 24        | 5         | КІ       | 5     | 1     | -                    | -                    | -                    | -             | -             | -             | 29     | 6      |
| 1998–99                | «Мілан»                   | A                      | 11        | 0         | КІ       | 2     | 0     | -                    | -                    | -                    | -             | -             | -             | 13     | 0      |
| 1999-січ. 2000         | «Кальярі»                 | A                      | 5         | 1         | КІ       | 0     | 0     |                      | -                    | -                    |               | -             | -             | 5      | 1      |
| січ.-лип. 2000         | «Верона»                  | A                      | 10        | 5         | КІ       | -     | -     | -                    | -                    | -                    | -             | -             | -             | 10     | 5      |
| 2000-січ. 2001         | «Фіорентина»              | A                      | 2         | 0         | КІ       | 1     | 0     | КУЄФА                | -                    | -                    | -             | -             | -             | 3      | 0      |
| 2001                   | «Аталанта»                | A                      | 17        | 5         | КІ       | -     | -     | -                    | -                    | -                    | -             | -             | -             | 17     | 5      |
| Усього за «Аталанту»   | Усього за «Аталанту»      | Усього за «Аталанту»   | 100       | 27        |          | 10    | 1     |                      | 1                    | 0                    |               | -             | -             | 111    | 28     |
| 2001–02                | «Фіорентина»              | A                      | 18        | 2         | КІ       | 1     | 0     | КУЄФА                | 3                    | 2                    | СІ            | 1             | 0             | 22     | 4      |
| Усього за «Фіорентину» | Усього за «Фіорентину»    | Усього за «Фіорентину» | 44        | 7         |          | 7     | 1     |                      | 3                    | 2                    |               | 1             | 0             | 55     | 10     |
| 2002–03                | «Інтернаціонале»          | A                      | 17        | 1         | КІ       | 0     | 0     | ЛЧ                   | 8                    | 1                    | -             | -             | -             | 25     | 2      |
| 2003–04                | «Парма»                   | A                      | 23        | 4         | КІ       | -     | -     | КУЄФА                | 1                    | 0                    | -             | -             | -             | 24     | 4      |
| 2004–05                | «Парма»                   | A                      | 31+1      | 8+0       | КІ       | -     | -     | КУЄФА                | 4                    | 0                    |               | -             | -             | 36     | 8      |
| 2005–06                | «Парма»                   | A                      | 23        | 2         | КІ       | 1     | 0     |                      | -                    | -                    |               | -             | -             | 24     | 2      |
| 2006–07                | «Парма»                   | A                      | 23        | 1         | КІ       | -     | -     | КУЄФА                | -                    | -                    |               | -             | -             | 23     | 1      |
| 2007–08                | «Парма»                   | A                      | 11        | 1         | КІ       | 1     | 0     |                      | -                    | -                    |               | -             | -             | 12     | 1      |
| Усього за «Парму»      | Усього за «Парму»         | Усього за «Парму»      | 88+1      | 16+0      |          | 2     | 0     |                      | 5                    | 0                    |               | -             | -             | 96     | 16     |
| 2008-січ. 2009         | «Брешія»                  | B                      | 0         | 0         | КІ       | 1     | 0     | -                    | -                    | -                    | -             | -             | -             | 1      | 0      |
| січ.-лип. 2009         | «Кремонезе»               | 1Д                     | 4         | 0         | КІ+КІ-ЛП | -+3   | 2     | -                    | -                    | -                    | -             | -             | -             | 7      | 2      |
| 2010-лют. 2011         | «Сан-Бенедетто-деї-Марсі» | 2 Кат.                 | 22        | 19        | -        | -     | -     | -                    | -                    | -                    | -             | -             | -             | 22     | 19     |
| Усього за кар'єру      | Усього за кар'єру         | Усього за кар'єру      | 213+1     | 76+0      |          | 25    | 4     |                      | 16                   | 3                    |               | 1             | 0             | 256    | 83     |

## Титули і досягнення
- Чемпіон Італії (1):

«Мілан»: 1998–99
- Чемпіон Європи серед молодіжних команд:

Італія (мол.): 1996